# قرار مجلس الأمن التابع للأمم المتحدة رقم 89
قرار مجلس الأمن التابع للأمم المتحدة رقم 89، الذي اعتمد في 17 نوفمبر 1950، بعد تلقي شكاوى من مصر، إسرائيل، الأردن، ورئيس أركان هيئة رقابة الهدنة فيما يتعلق بتنفيذ اتفاقات الهدنة تهدف إلى إنهاء الحرب العربية الإسرائيلية. طلب المجلس من لجنة الهدنة المشتركة المصرية الإسرائيلية إيلاء اهتمام عاجل لشكوى طرد آلاف العرب الفلسطينيين. ودعا المجلس الطرفين إلى تفعيل أي نتيجة توصلت إليها اللجنة، وإعادة أي من العرب الذين تعتقد اللجنة أنه يحق لهم العودة. ثم أذن المجلس لرئيس أركان هيئة مراقبة الهدنة بالتوصية لإسرائيل ومصر والدول العربية الأخرى بالخطوات المناسبة التي قد يعتبرها ضرورية للسيطرة على حركة العرب الرحل عبر الحدود الدولية أو خطوط الهدنة بالاتفاق المتبادل.
ودعا المجلس الحكومات إلى عدم اتخاذ أي إجراء يتعلق بنقل الأشخاص عبر الحدود الدولية أو خطوط الهدنة دون استشارة مسبقة من خلال اللجان. ثم طلب المجلس أن يرفع رئيس أركان هيئة مراقبة الهدنة تقريراً إليه في نهاية تسعين يوماً، أو قبل أن يراها ضرورية للامتثال لهذا القرار وبحالة عمليات مختلف اللجان. وطلب المجلس أخيرا أن يقدم تقارير دورية إلى مجلس الأمن عن جميع القرارات التي اتخذتها مختلف اللجان واللجنة الخاصة المنصوص عليها في الفقرة 4 من المادة العاشرة من اتفاق الهدنة العامة بين مصر وإسرائيل.
تم تمرير القرار بأغلبية تسعة أصوات، مع امتناع عضوين عن التصويت من المملكة المصرية والاتحاد السوفيتي.